# Torneo Copa Centenario de Guatemala 2004
El Torneo Copa Centenario 2003/2004 fue la segunda edición de este torneo. Se inició el 3 de septiembre de 2003 y finalizó el 12 de mayo de 2004. El campeón de esta edición fue nuevamente Municipal que enfrentó en la final a doble partido a Jalapa. Llevándose el trofeo el equipo munícipe por marcador global de 5 a 2.

## Primera ronda
Eliminatoria disputada a doble partido. Los encuentros de ida se disputaron el 3 de septiembre y los de vuelta el 17 de septiembre. En algunos partidos se definió al clasificado por penales.
| Equipo local ida | Resultado      | Equipo visitante ida | Ida | Vuelta |
| ---------------- | -------------- | -------------------- | --- | ------ |
| San Felipe       | 0-7            | Juventud Retalteca   | 0-4 | 0-3    |
| Ayutla           | 2-2 (g.v.)     | Coatepeque           | 1-0 | 1-2    |
| Samayac          | 1-5            | Suchitepéquez        | 0-1 | 1-4    |
| Puerto San José  | 2-0            | Nueva Concepción     | 2-0 | 0-0    |
| Itzapa           | 3-8            | Chimaltenango        | 3-5 | 0-3    |
| Mixco            | 1-5            | La Gomera            | 0-0 | 1-5    |
| Villa Canales    | 3-2            | Santa Lucía          | 1-1 | 2-1    |
| Chiantla         | 1-0            | Copalera             | 1-0 | 0-0    |
| América Salcajá  | 4-5            | Xinabajul            | 2-1 | 2-4    |
| Malacateco       | 2-2 (4-5 pen.) | San Pedro            | 1-1 | 1-1    |
| Monjas           | 2-6            | Universidad SC       | 0-0 | 2-6    |
| Barberena        | 2-1            | Petapa               | 1-1 | 1-0    |
| San Agustín      | 2-2 (3-2 Pen.) | Amatitlán            | 1-1 | 1-1    |
| Jocotán          | 5-3            | Ipala                | 3-0 | 2-3    |
| Gualan           | 2-6            | Heredia              | 1-4 | 1-2    |
| Mictlán          | 2-2 (5-6 Pen.) | Deportivo Achuapa    | 2-0 | 0-2    |
| Quirigua         | 2-3            | Real Motagua         | 2-0 | 0-3    |
| Izabal           | 1-2            | San Benito           | 0-1 | 1-1    |
| Sansare          | 3-3 (g.v.)     | Carchá               | 1-1 | 2-2    |
| Río Hato         | 1-6            | Sanarate             | 0-1 | 1-5    |
| Atlas            | 2-6            | Sacachispas          | 1-4 | 1-2    |
| LD Escuintleca   | 2-1            | Tiquisate            | 1-1 | 1-0    |

## Segunda ronda
Eliminatoria disputada a doble partido. Los juegos de ida se disputaron el 29 de octubre y los de vuelta el 12 de noviembre. A excepción de los juegos de San Agustín vs. Comunicaciones disputados el 22 y 29 de octubre y el juego de ida entre Suchitepéquez y Municipal disputado el 5 de noviembre.
| Equipo local ida   | Resultado      | Equipo visitante ida | Ida | Vuelta |
| ------------------ | -------------- | -------------------- | --- | ------ |
| San Agustín        | 1-21           | Comunicaciones       | 0-9 | 1-12   |
| Suchitepéquez      | 1-3            | Municipal            | 1-1 | 0-2    |
| Juventud Retalteca | 6-4            | Coatepeque           | 3-2 | 3-1    |
| LD Escuintleca     | 1-5            | Puerto San José      | 1-1 | 0-4    |
| Chimaltenango      | 2-4            | Antigua GFC          | 1-1 | 1-3    |
| Villa Canales      | 1-5            | La Gomera            | 1-4 | 0-1    |
| Chiantla           | 1-8            | Aurora               | 0-3 | 1-5    |
| Xinabajul          | 1-4            | Xelajú MC            | 0-2 | 1-2    |
| San Pedro          | 3-3 (2-4 Pen.) | Marquense            | 0-0 | 3-3    |
| Barberena          | 4-5            | Universidad SC       | 2-1 | 2-4    |
| Jocotán            | 3-9            | Heredia              | 2-2 | 1-7    |
| Deportivo Achuapa  | 4-10           | Jalapa               | 1-6 | 3-4    |
| Real Motagua       | 2-0            | San Benito           | 2-0 | 0-0    |
| Sansare            | 2-6            | Coban Imperial       | 2-2 | 0-4    |
| Sanarate           | 5-2            | Teculután            | 4-0 | 1-2    |
| Sacachispas        | 6-7            | Zacapa               | 3-5 | 3-2    |

## Tercera ronda
Eliminatoria disputada a doble partido. Los encuentros de ida se disputaron el 4 de febrero y los de vuelta el 11 de febrero.
| Equipo local ida   | Resultado      | Equipo visitante ida | Ida | Vuelta |
| ------------------ | -------------- | -------------------- | --- | ------ |
| Juventud Retalteca | 1-9            | Municipal            | 1-1 | 1-8    |
| Puerto San José    | 2-2 (g.v.)     | Antigua GFC          | 1-0 | 1-2    |
| La Gomera          | 1-3            | Aurora               | 1-1 | 0-2    |
| Marquense          | 0-0 (1-3 Pen.) | Xelajú MC            | 0-0 | 0-0    |
| Universidad SC     | 4-4 (g.v.)     | CSD Comunicaciones   | 2-1 | 2-3    |
| Heredia            | 1-4            | Jalapa               | 1-1 | 0-3    |
| Real Motagua       | 2-8            | Coban Imperial       | 1-4 | 1-4    |
| Sanarate           | 1-5            | Zacapa               | 1-0 | 0-5    |

## Fase final
|  | Cuartos de final   | Cuartos de final   | Cuartos de final   |   |           | Semifinales      | Semifinales      | Semifinales      |  |  | Final                    | Final                    | Final                    |
|  | 18 y 25 de febrero | 18 y 25 de febrero | 18 y 25 de febrero |   |           | 17 y 24 de marzo | 17 y 24 de marzo | 17 y 24 de marzo |  |  | 21 de abril / 12 de mayo | 21 de abril / 12 de mayo | 21 de abril / 12 de mayo |
|  |                    |                    |                    |   |           |                  |                  |                  |  |  |                          |                          |                          |
|  | Puerto San José    | 2                  | 1                  |   |           |                  |                  |                  |  |  |                          |                          |                          |
|  | Municipal          | 2                  | 5                  |   |           |                  |                  |                  |  |  |                          |                          |                          |
|  | Municipal          | 2                  | 5                  |   | Xelajú MC | 1                | 0                |                  |  |  |                          |                          |                          |
|  |                    |                    |                    |   | Xelajú MC | 1                | 0                |                  |  |  |                          |                          |                          |
|  |                    | Municipal          | 0                  | 3 |           |                  |                  |                  |  |  |                          |                          |                          |
|  | Aurora             | Municipal          | 0                  | 3 | 0         | 0                |                  |                  |  |  |                          |                          |                          |
|  | Aurora             |                    |                    |   | 0         | 0                |                  |                  |  |  |                          |                          |                          |
|  | Xelajú MC          | 1                  | 1                  |   |           |                  |                  |                  |  |  |                          |                          |                          |
|  |                    |                    |                    |   |           |                  |                  |                  |  |  | Municipal                | 1                        |                          |
|  |                    |                    | Jalapa             | 0 |           |                  |                  |                  |  |  |                          |                          |                          |
|  | Universidad SC     | 2                  | 1                  |   |           |                  |                  |                  |  |  |                          |                          |                          |
|  | Jalapa             | 2                  | 3                  |   |           |                  |                  |                  |  |  |                          |                          |                          |
|  | Jalapa             | 2                  | 3                  |   | Jalapa    | 3                | 1                |                  |  |  |                          |                          |                          |
|  |                    |                    |                    |   | Jalapa    | 3                | 1                |                  |  |  |                          |                          |                          |
|  |                    | Zacapa             | 1                  | 0 |           |                  |                  |                  |  |  |                          |                          |                          |
|  | Coban Imperial     | Zacapa             | 1                  | 0 | 3         | 1                |                  |                  |  |  |                          |                          |                          |
|  | Coban Imperial     |                    |                    |   | 3         | 1                |                  |                  |  |  |                          |                          |                          |
|  | Zacapa (4-3 Pen.)  | 1                  | 3                  |   |           |                  |                  |                  |  |  |                          |                          |                          |

## Final

### Partido de ida
| 21 de abril de 2004 | Municipal          | 1-0 | Jalapa | Estadio El Trébol a las 12:30, Ciudad de Guatemala |                           |
|                     | Mauricio Risso 88' |     |        | Árbitro(s): Carlos Batres                          | Árbitro(s): Carlos Batres |

### Partido de vuelta
| 12 de mayo de 2004 | Jalapa                                  | 2-4 | Municipal                                            | Estadio Las Flores, Jalapa |  |
|                    | Cristian Durán 4' · Walter Cifuentes 8' |     | Guillermo Ramírez 3' · Juan Carlos Plata 10' 26' 56' |                            |  |